# Ataenius onkonensis
Ataenius onkonensis är en skalbaggsart som beskrevs av Zdzisława Stebnicka 2005. Ataenius onkonensis ingår i släktet Ataenius och familjen Aphodiidae. Inga underarter finns listade.